# Banjo-Kazooie
Banjo-Kazooie – komputerowa gra platformowa wyprodukowana przez studio Rare i wydana przez Nintendo w 1998 roku. Początkowo ukazała się na konsoli Nintendo 64, natomiast w 2008 roku została wydana na Xbox Live Arcade. Bohaterami gry są lekkoduszny niedźwiedź Banjo i jego pyskata przyjaciółka – dzięcioł Kazooie, którzy wyruszają w pościg za czarownicą Gruntildą, odpowiedzialną za porwanie siostry Banjo – Tooty. Czarownica bowiem, postanowiła skraść urodę Tooty przy pomocy specjalnej machiny. Gra zawiera dziewięć otwartych poziomów, w których gracz musi zaliczyć serię wyzwań, polegających między innymi na rozwiązywaniu zagadek, pokonywaniu przeszkód, zbieraniu obiektów czy pokonywaniu przeciwników. Gra stała się prawdziwym hitem w czasach świetności konsoli Nintendo 64, sprzedając się w 3,650,000 egzemplarzach (zajmując dziesiątą pozycję na liście najlepiej sprzedających się gier N64), oraz uzyskała jedne z najwyższych, w tamtym czasie, ocen recenzentów gier wideo na całym świecie.
W 2000 roku ukazała się kontynuacja zatytułowana – Banjo-Tooie (wydana również na Nintendo 64, a w 2009 roku na Xbox Live Arcade), która ponownie okazała się sporym sukcesem, jednak już nie tak spektakularnym jak poprzedniczka (sprzedając się w 1,490,000 egzemplarzy). W roku 2008 wskrzeszono przygody leśnych przyjaciół na konsoli Xbox 360 pod tytułem Banjo-Kazooie: Nuts & Bolts. Gra zebrała pochlebne recenzje, jednak nie powtórzyła sukcesu poprzedniczek.